# Diplosoma singulare
Diplosoma singulare är en sjöpungsart som beskrevs av Francoise Lafargue 1968 . Diplosoma singulare ingår i släktet Diplosoma och familjen Didemnidae. Inga underarter finns listade i Catalogue of Life.